# 时代建筑
《时代建筑》（Time+Architecture）是一本中国建筑期刊，创刊于1984年，由同济大学建筑与城市规划学院主办。該期刊為双月刊，每逢单月18日出版。出版地位於上海，国际刊号為ISSN1005-684X。